# Bevan Docherty
Bevan Docherty (n. 29 martie 1977, Taupō⁠(d), Manawatū-Whanganui Region⁠(d), Noua Zeelandă) este un triatlonist ce a reprezentat Noua Zeelandă, medaliat olimpic. A participat la 3 ediții ale Jocurilor Olimpice (2004, 2008, 2012) în care a câștigat o medalie de argint și o medalie de bronz.